# Putranjiva
Putranjiva là một chi thực vật có hoa trong họ Putranjivaceae.

## Loài
Chi Putranjiva gồm 4 loài:
- Putranjiva formosana Kaneh. & Sasaki ex Shimada
- Putranjiva matsumurae Koidz.
- Putranjiva roxburghii Wall. = Drypetes roxburghii (Wall.) Hurus.: Sang trắng Roxburgh
- Putranjiva zeylanica (Thwaites) Müll.Arg.

## Hình ảnh

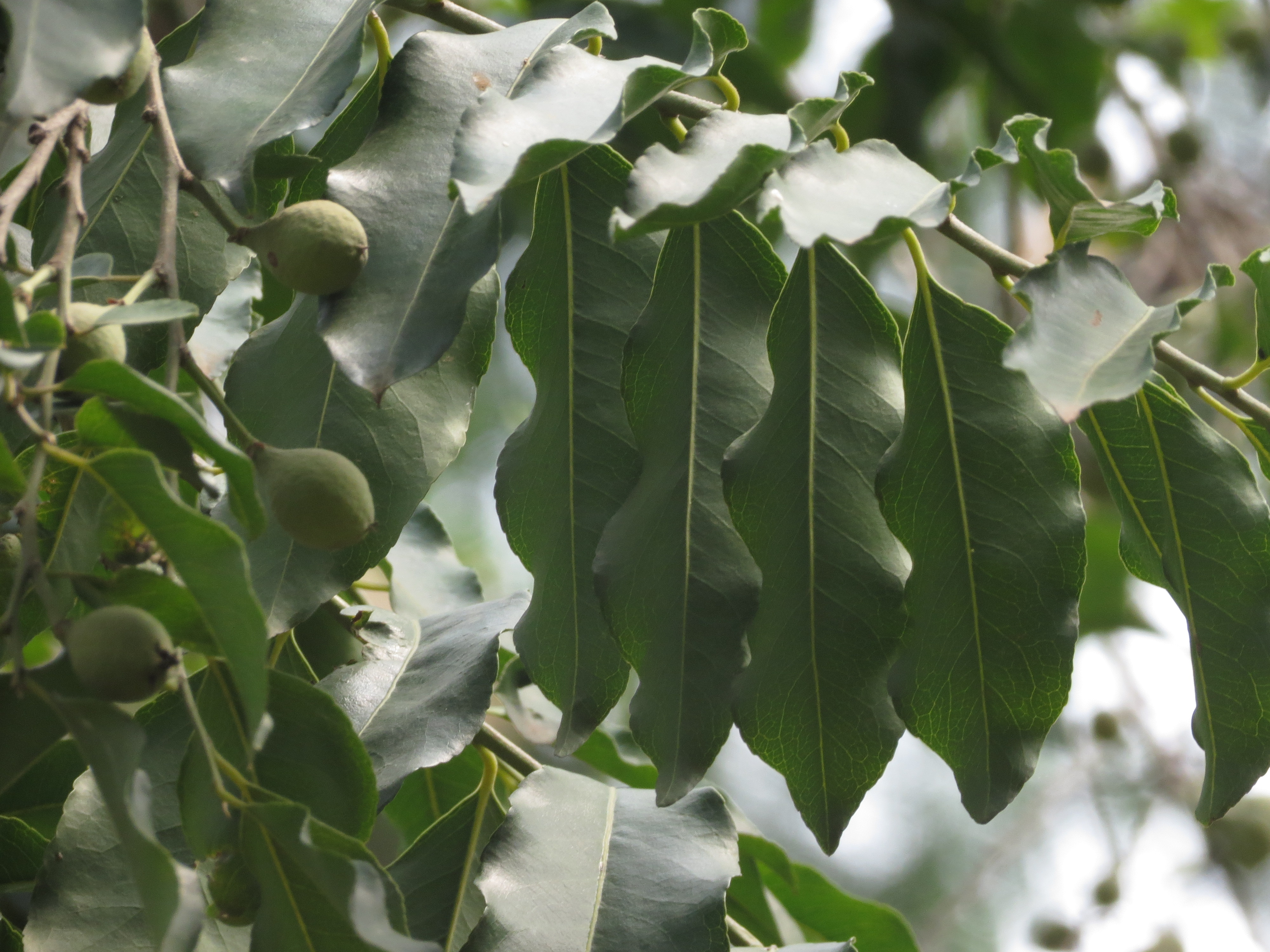
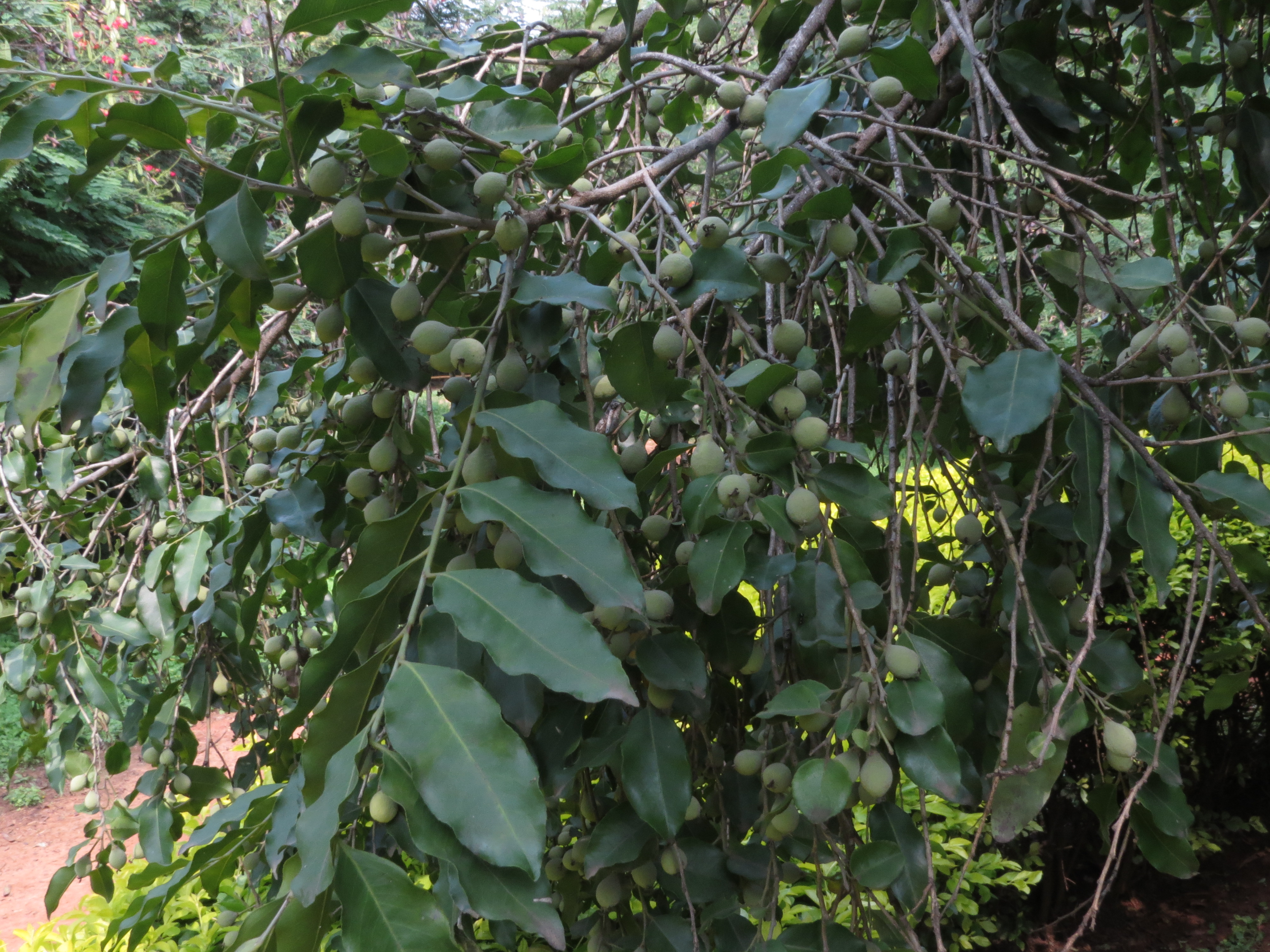